# انجمن حسابرسان داخلی
| انجمن حسابرسان داخلی | انجمن حسابرسان داخلی                                     |
| -------------------- | -------------------------------------------------------- |
|                      |                                                          |
| بیانیه مأموریت       | ارائه رهبری پویا برای حرفه حسابرسی داخلی در سطح بین‌الملل |
| بنیان‌گذاری           | ۱۹۴۱، فلوریدا، آمریکا                                    |
| شخصیت حقوقی          | سازمان غیرانتفاعی خصوصی                                  |
| مقر                  | فلوریدا، ایالات متحده آمریکا                             |
| اعضا                 | بیش از ۱۶۵۰۰۰ عضو از ۱۶۰کشور                             |
| زبان رسمی            | انگلیسی                                                  |
| رئیس                 | فیلیپ دی. تارلینگ                                        |
| تارنمای رسمی         | https://na.theiia.org                                    |

انجمن حسابرسان داخلی (IIA) (به انگلیسی: Institute of Internal Auditors) با بیش از ۱۷۵۰۰۰ عضو از ۱۶۵ کشور جهان، معتبرترین انجمن حرفه‌ای حسابرسی داخلی دنیا است. این انجمن، صدای جهانی، نهاد تدوین استاندارد، رهبر دانش، و اصلی‌ترین مربی این حرفه در سطح بین‌الملل به شمار می‌آید.

## ضابطه‌گذاری و رهنمودهای انجمن
ضابطه‌گذاری و رهنمودهای انجمن حسابرسان داخلی در دو سطح زیر انجام می‌شود:
(۱) رهنمودهای الزامی شامل:
- تعریف حسابرسی داخلی
- قواعد اخلاقی
- استانداردهای بین‌المللی اقدامات حرفه‌ای حسابرسی داخلی

(۲) رهنمودهای پیشنهادی: شامل:
- مقالات نظری
- توصیه‌های عملی
- رهنمودهای عملی

این دو سطح، چارچوب بین‌المللی اقدامات حرفه‌ای انجمن حسابرسان داخلی موسوم بهPPF را تشکیل می‌دهند.

## یادداشت
1. ↑  Definition of Internal Auditing
2. ↑  Code of Ethics
3. ↑  International Standards for the Professional Practice of Internal Auditing
4. ↑  Position Papers
5. ↑  Practice Advisories
6. ↑  Practice Guides
7. ↑  The International Professional Practices Framework